# 岐阜市立長森南小学校
岐阜市立長森南小学校（ぎふしりつ ながもりみなみしょうがっこう）は、岐阜県岐阜市にある公立小学校。

## 沿革
長森南小学校の開校年は1897年（明治30年）11月である。日彰尋常小学校と長森尋常小学校が統合された年であり、ここでは統合前についても記述する。
- 1873年（明治6年） - 細畑村に偃学義校、蔵前村に致格義校、切通村に荘敬義校が開校する。
- 1875年（明治8年） - 偃学義校が細畑学校に改称する。
- 1876年（明治9年） - 致格義校と荘敬義校が統合され、長森学校[注釈 2]となる。
- 1886年（明治19年） - 細畑学校が日彰簡易科小学校、長森学校が長森簡易科小学校に、それぞれ改称する。
- 1887年（明治20年） - 日彰簡易科小学校が日彰尋常小学校に改称する。
- 1889年（明治22年） - 長森簡易科小学校が長森尋常小学校に改称する。
- 1897年（明治30年）
  - 4月1日 - 切通村、細畑村、蔵前村、高田村、芋島村、東中島村が合併し、南長森村が発足。
  - 11月[注釈 3] - 日彰尋常小学校と長森尋常小学校が統合され、長森尋常小学校となる。
- 1932年（昭和7年） - 南長森尋常高等小学校に改称する。
- 1940年（昭和15年）7月1日 - 南長森村が岐阜市に編入される。
- 1941年（昭和16年）4月1日 - 南長森国民学校に改称する。
- 1947年（昭和22年）4月1日 - 岐阜市立長森南小学校に改称する。

## 通学区域
- 長森芋島、長森細畑、長森東中島、長森華南（一部[注釈 4]）、芋島1 - 5丁目、東中島1 - 3丁目、蔵前1 - 7丁目、高田1 - 6丁目、切通1 - 8丁目、手力町、細畑1 - 6丁目、細畑塚浦、細畑佃、細畑野寄、芋島川添[1]

## 進学先中学校
- 岐阜市立長森南中学校

## 著名な出身者
- 中神拓都（プロ野球選手）

## 交通アクセス
- 名鉄各務原線切通駅下車、徒歩約10分。
- 373バス「切通6丁目電話ボックス前」バス停より徒歩約3分。

## 校区周辺
- 岐阜南警察署 長森南交番
- なかよし岐阜南保育園
- 境川